# Bye och Överbyn
Bye och Överbyn var en av SCB avgränsad och namnsatt småort i Östersunds kommun i Jämtlands län. Småorten omfattade bebyggelse i byarna Bye och Överbyn belägna i Marieby distrikt (Marieby socken). Området utgör numera en del av tätorten Marieby.